# Walkman

Offizielles Walkman-Logo (seit 2000)

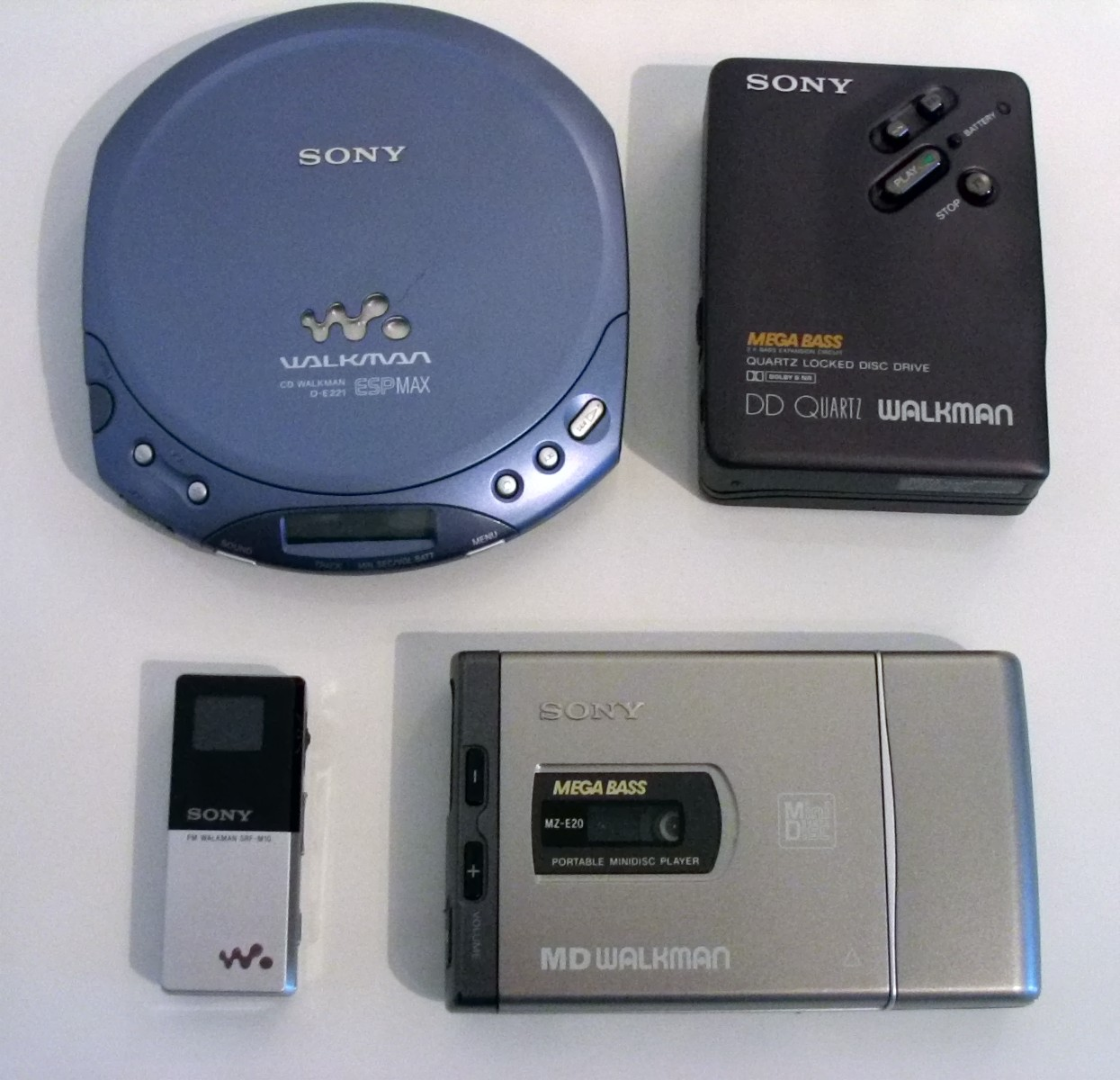
Verschiedene Produkte der Walkman-Familie: Links oben für CDs, rechts oben für Cassette, links unten als UKW-Radio, rechts unten für MiniDisc

Walkman [ˈwɔːkmən] (japanisch: ウォークマン) ist eine Marke der Firma Sony für ein tragbares Abspielgerät von Musik (u. a. in Form von Kassetten, CDs, MiniDiscs oder auch MP3- und Video-Dateien), das als kassettenbasiertes Gerät erstmals 1979 auf den Markt kam und in der Folge weltweit unter Jugendlichen Kultstatus erreichte. In den Umgangssprachen mancher Länder wurde der Markenname mit der Zeit zum (herstellerunabhängigen) Gattungsnamen. In Australien und Österreich wurden Sony deshalb die Rechte an der Marke entzogen.
Es gibt Geräte mit, wie auch solche ohne einen Radioempfänger, je nach Modell für UKW, häufig auch zusätzlich für MW. Je nach Modell sind auch von stationären Kassettendecks bekannte Ausstattungsmerkmale wie Dolby-Rauschunterdrückung oder Auto Reverse, zum Teil auch eine Aufnahmefunktion zu finden.
Die Herstellung von Kassetten-Walkmans wurde 2010 endgültig eingestellt.

## Geschichte und Design

### Kassettenbasierter Walkman

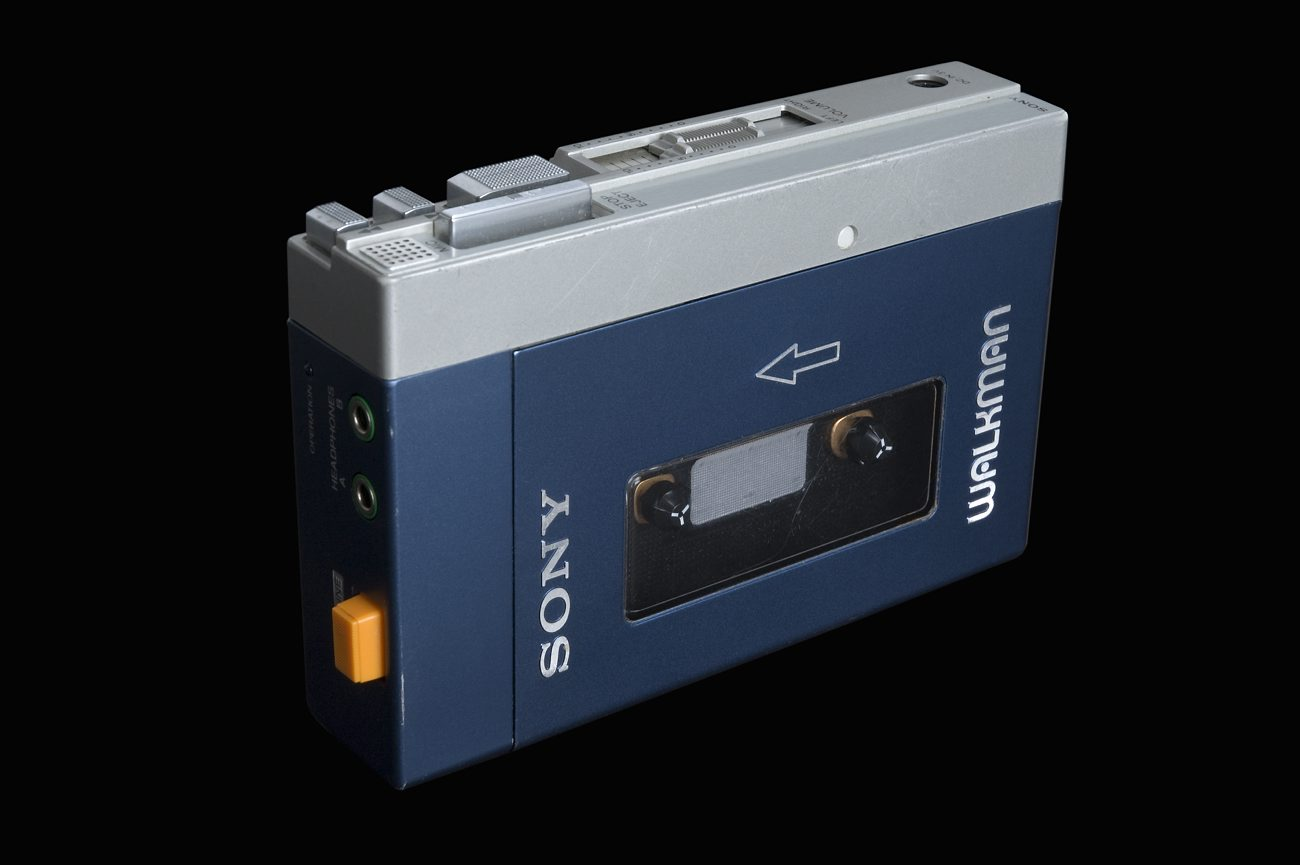
Der erste Walkman: TPS-L2 (1979)
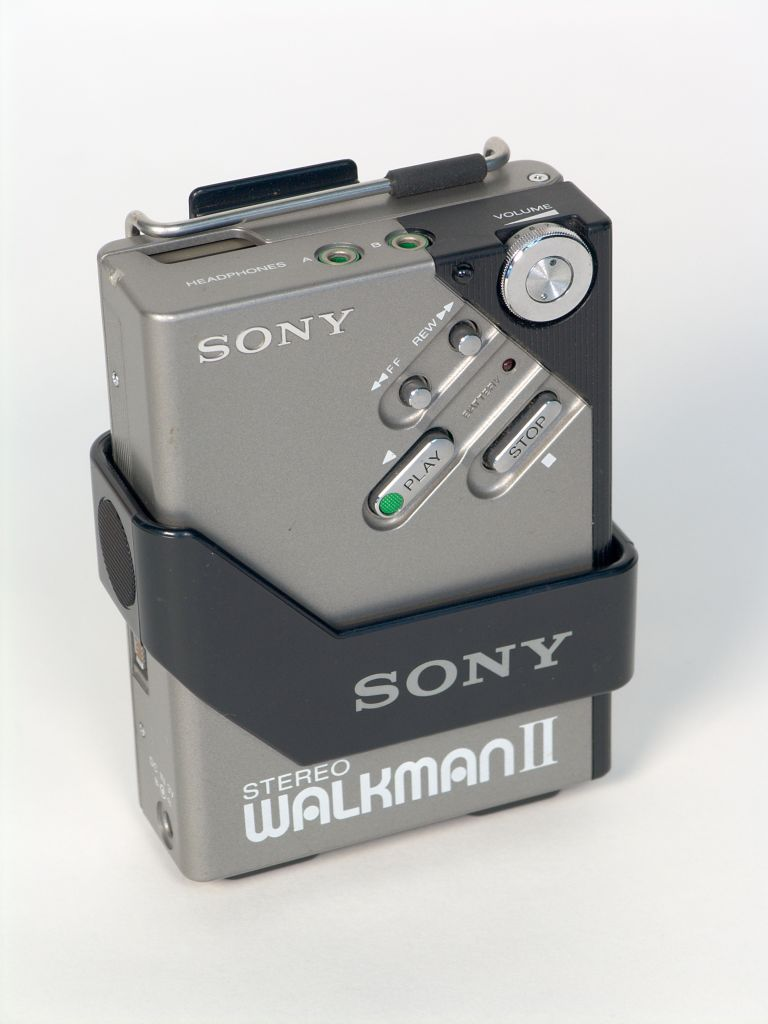
Walkman II (1982)
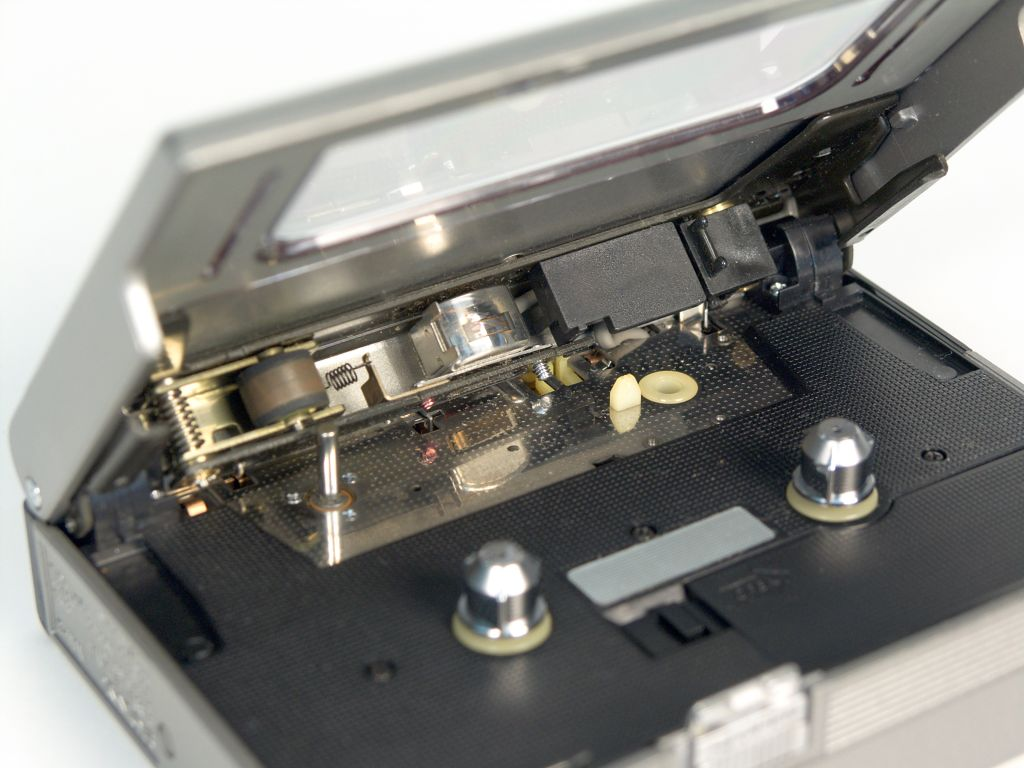
Walkman II mit offenem Cassettenfach
- Walkman II Umkreisung
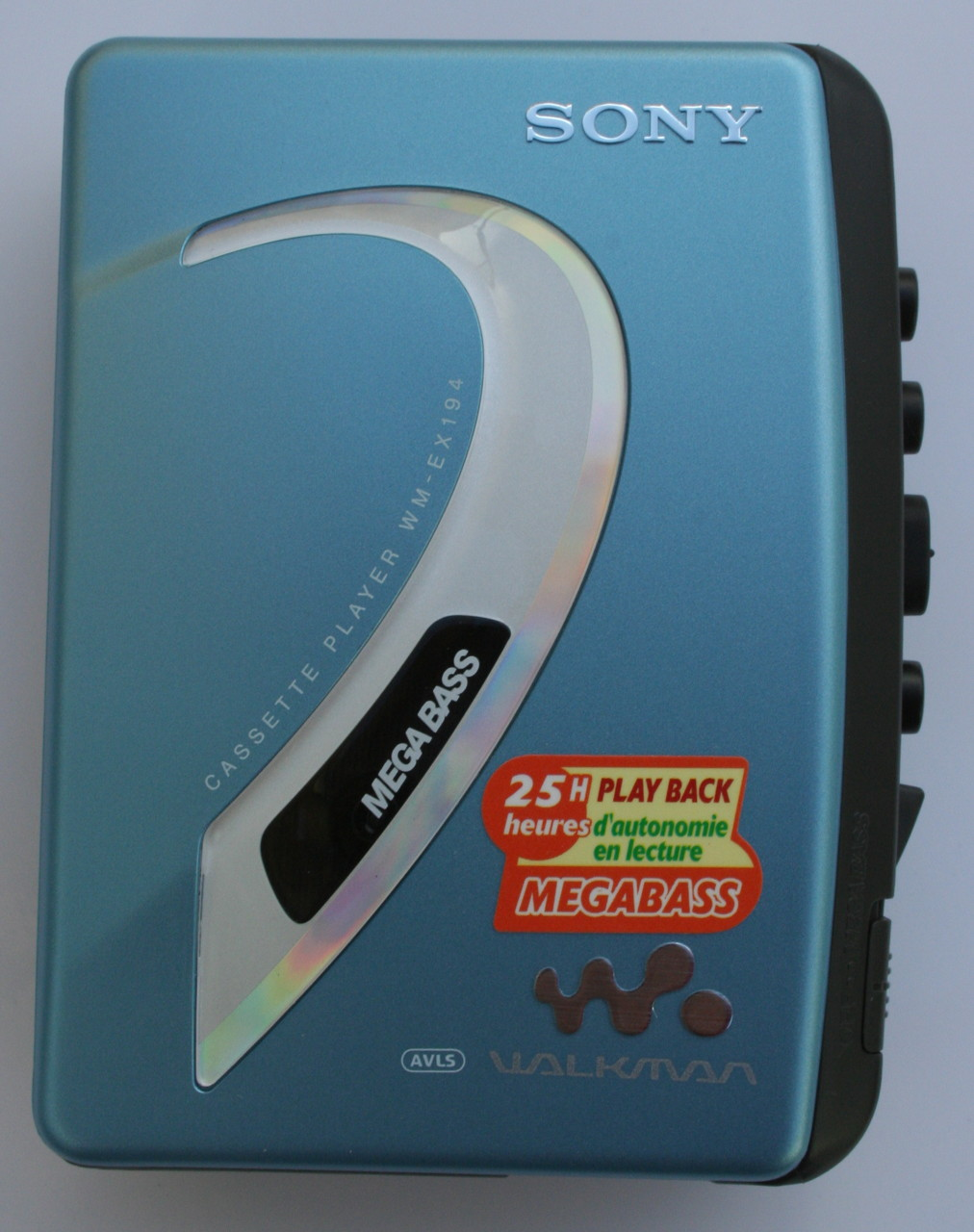
Der letzte Cassetten-Walkman (2010)

Am 1. Juli 1979 brachte Sony seinen ersten Walkman namens TPS-L2 auf den Markt. Bereits 1977 hatte der Deutsch-Brasilianer Andreas Pavel ein ähnliches Gerät, die „körpergebundene Kleinanlage für hochwertige Wiedergabe von Hörereignissen“, zum Patent angemeldet. 2004 erkannte Sony dies nach langem Rechtsstreit an.
In den 1980er Jahren war der Walkman unter den Jugendlichen ein wichtiges Statussymbol und Sinnbild für eine neue Lebensform geworden. Von Geräten mit dem Markennamen Walkman wurden bis zum Jahr 2004 ca. 335 Millionen Stück verkauft. Bei einigen Geräten war damals noch eine sogenannte „Hot-Taste“ vorhanden, über die die Lautstärke abgesenkt und ein externes Mikrofon aktiviert wurde. Zum Teil verfügten die Geräte über zwei Kopfhörer-Ausgänge, um simultanes Hören der Musik mit zwei Personen zu ermöglichen. Der Lautstärkeregler hatte bei einigen Geräten eine getrennte Einstellmöglichkeit für den linken und rechten Audiokanal. Nach einer Produktionszeit von über 30 Jahren gab Sony im Oktober 2010 die Einstellung der Produktion in Japan bekannt. Die Produktion war bereits im April des gleichen Jahres eingestellt worden, insgesamt wurden nach Konzernangaben rund 200 Millionen Kassetten-Abspielgeräte verkauft.

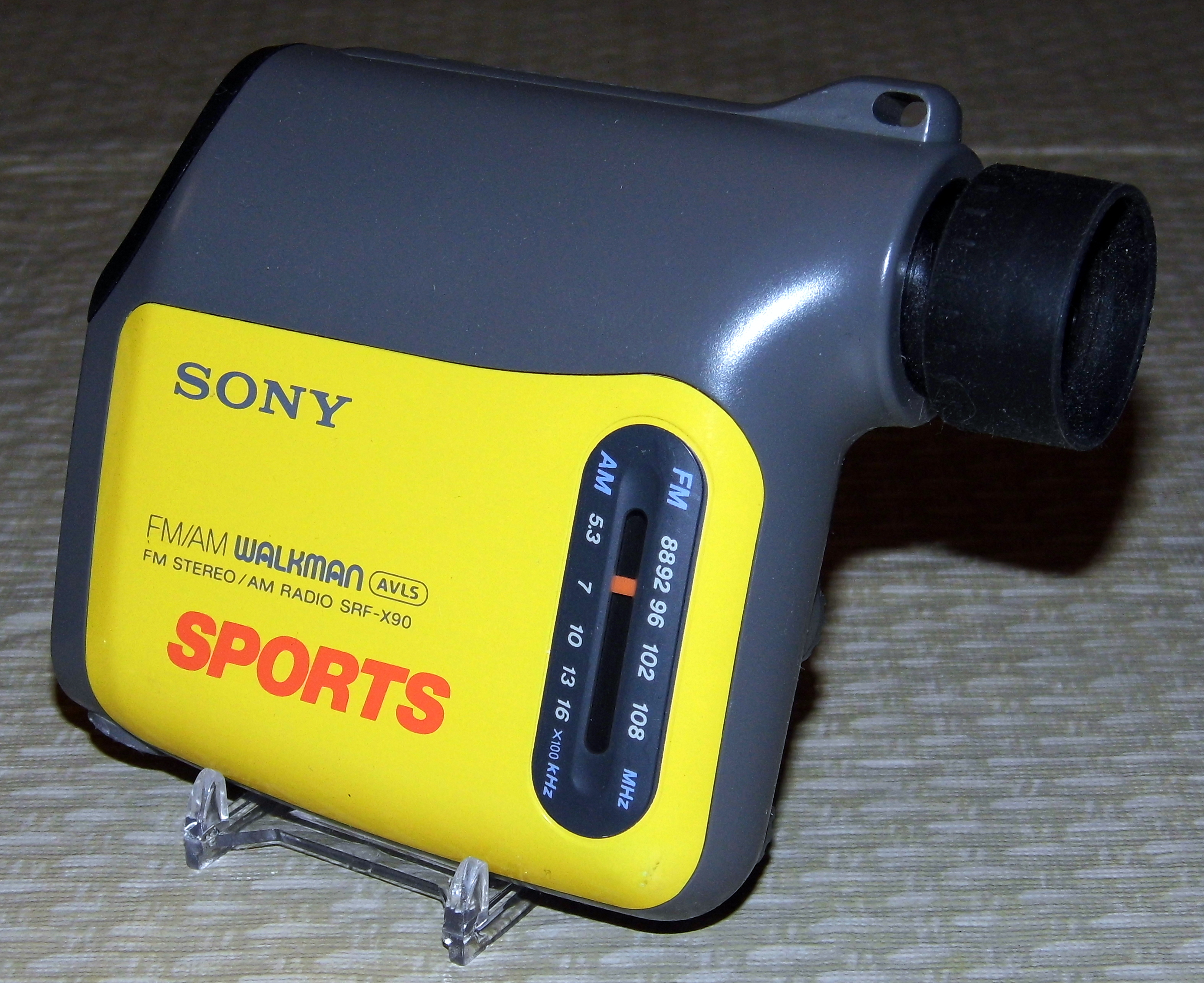
Wasserdichter Radioempfänger SRF-X90 mit 8-fach Monokular

Auch wenn der Begriff des Walkman mit Tonträgern verbunden ist, brachte Sony auch eine Gerätereihe heraus, die nur den Rundfunkempfang anbot, aber dafür wasserdicht war.

### CD-Walkman (Discman)
Der erste Walkman, der CDs lesen konnte, wurde 1984 unter dem Namen D-50 (in manchen Ländern auch D-5) veröffentlicht. Der CD-Walkman wurde unter dem Markennamen „Discman“ verkauft, bis Sony sich dazu entschied, alle seine tragbaren Musikabspielgeräte unter dem Walkman-Logo zu verkaufen. Einige Modelle wie der D-88 waren kleiner als eine CD. Nur Mini-CDs konnten in ihnen abgespielt werden. Normale CDs ragten beim Abspielen aus dem Gerät hinaus.
2009 produzierte Sony immer noch CD-Walkmans. Die neueren Modelle spielten nun auch MP3-CDs ab, zusätzlich auch das von Sony entwickelte ATRAC3 und ATRAC3Plus.

### Video Walkman
Im Jahr 1989 brachte Sony tragbare Video8-Recorder auf den Markt, die als Video Walkman vermarktet wurden und den Markennamen erweiterten.

### Walkman mit Digitalkassetten (DAT)

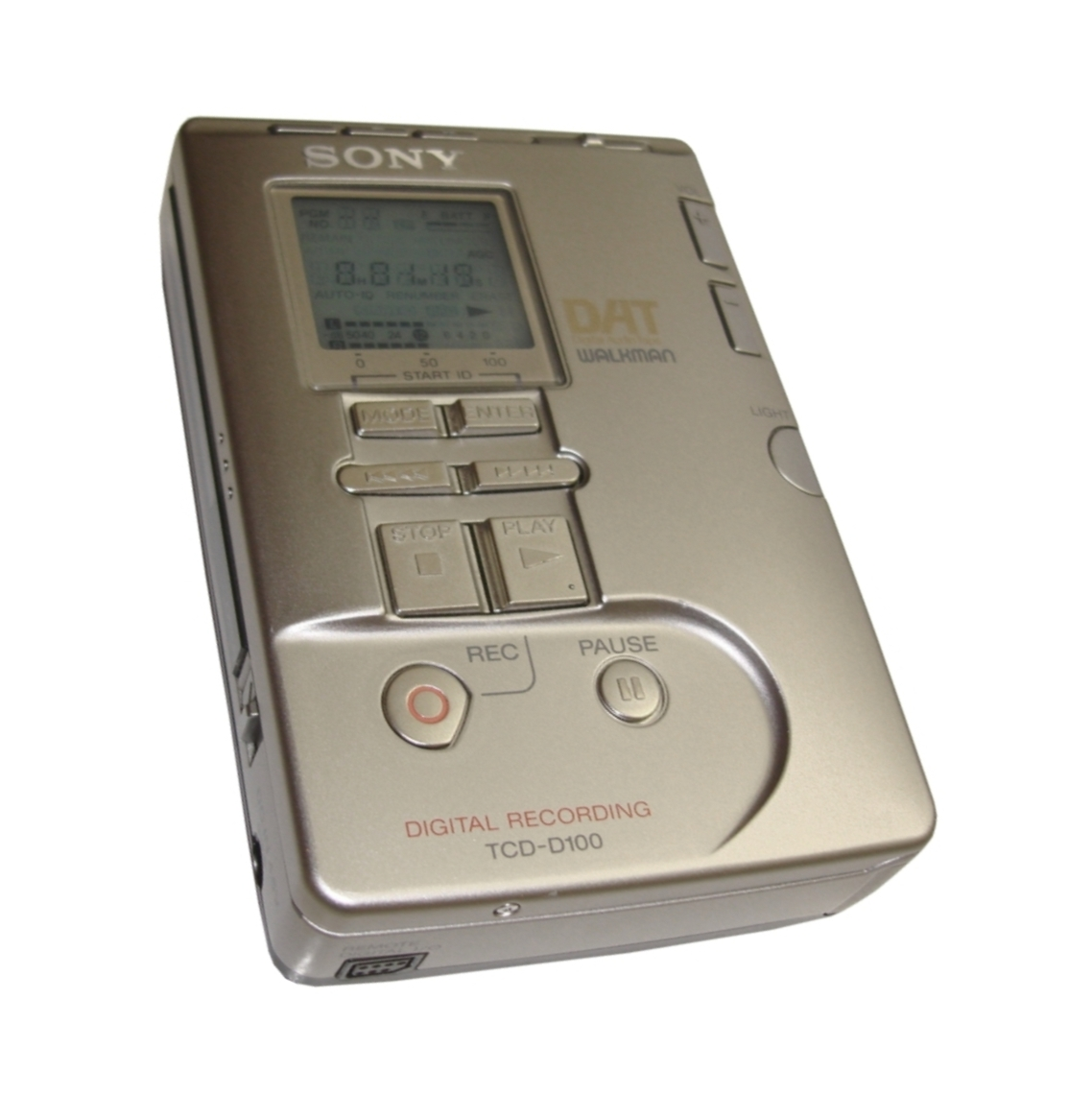
DAT-Walkman (ca. 1998)

In den 1990er Jahren stellte Sony auch eine Reihe von DAT-Geräten her (Digital Audio Tape). Sie boten auch die Möglichkeit der digitalen Aufnahme auf Kassetten in CD-Qualität. Wegen der hohen Preise, und weil sich DAT allgemein nicht als Nachfolger der analogen Kassette etablieren konnte, erlangte auch der DAT-Walkman nur geringe Verbreitung.

### MiniDisc-Walkman

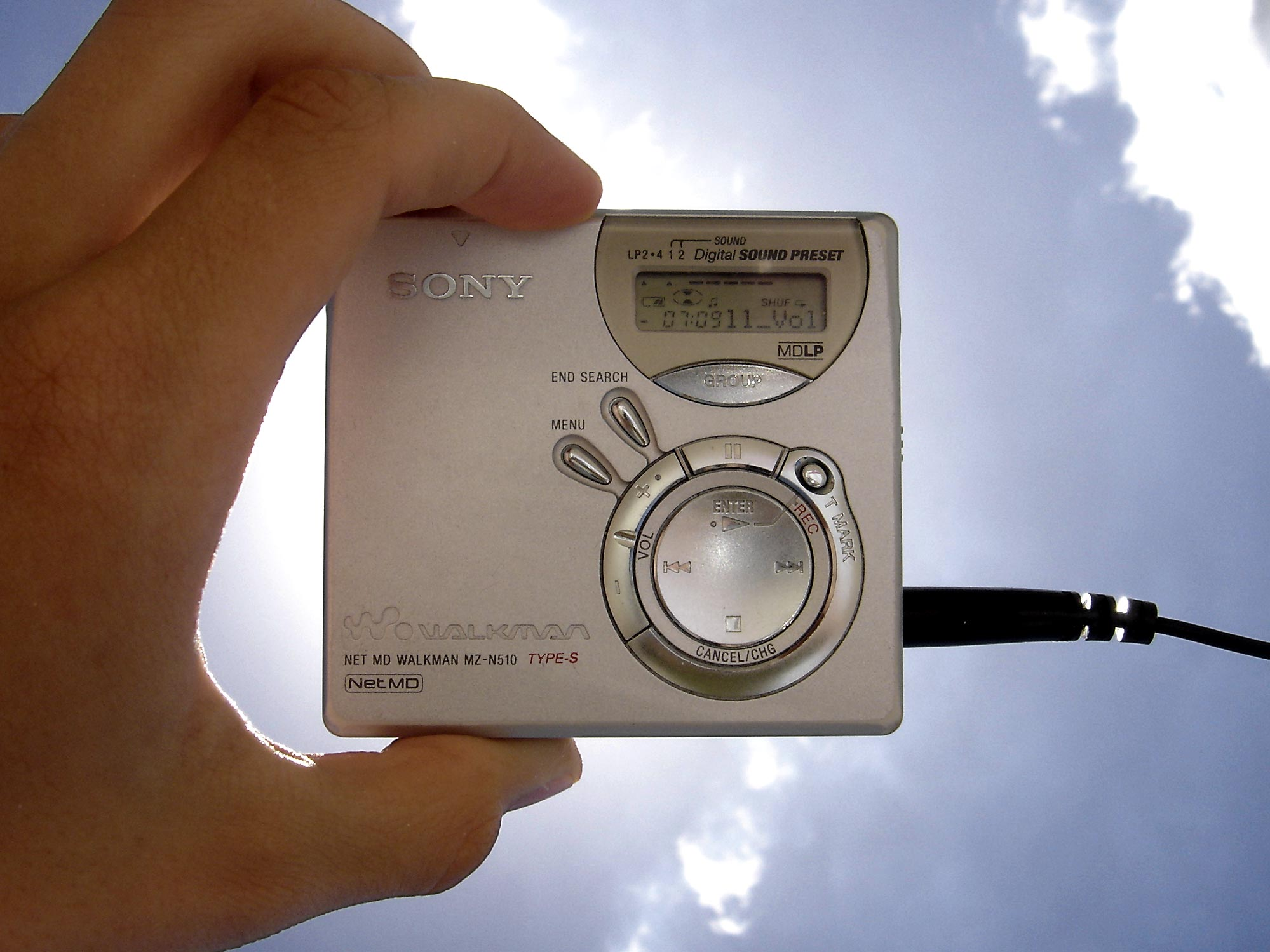
NetMD Walkman MZ-N510 für MiniDiscs

Die MiniDisc wurde in Japan bereits 1991 vorgestellt, 1992 kam das erste Modell auf den Markt. Anfangs wurden MiniDiscs mit kleineren CDs verglichen, die in der Lage waren, 74 Minuten Musik in CD-ähnlicher Qualität bei zwei Dritteln der Größe zu speichern.
Der erste MiniDisc-Player von Sony, der MZ-1, war groß und relativ unhandlich, jedoch wurden die Nachfolgermodelle immer kleiner, so dass die letzten Modelle kaum noch größer waren als die Disc selbst.
Im Verlauf der MiniDisc-Geschichte wurden einige wichtige Neuerungen eingeführt. Von der 80-Minuten-Disc bis zum Zusatz des MDLP-(MiniDisc LongPlay)Codecs, der es erlaubt, bis zur vierfachen Menge an Musik auf einer Disc zu speichern. Mit der NetMD erfolgte auch die Einführung der Software OpenMGJukeBox, später SonicStage. Nur mit dieser konnten die inzwischen USB-fähigen MiniDisc-Geräte mit Musik gefüllt werden. Im Jahr 2004 wurde die Hi-MD als Nachfolgerin der MiniDisc vorgestellt, die nun in der Lage war, 1 Gigabyte Daten zu speichern.
Durch die strenge Kopplung an SonicStage verlor Sonys Audiospieler immer mehr an Popularität – vor allem in den USA und in Europa. Um dem entgegenzuwirken, lockerte Sony die Vernetzung der Audiospieler zur Software. Das aktuelle Modell MZ-RH1 erschien 2006. Alle anderen Hersteller von MiniDisc-Playern haben bereits ihre Produktion eingestellt.

### Walkman-Handys

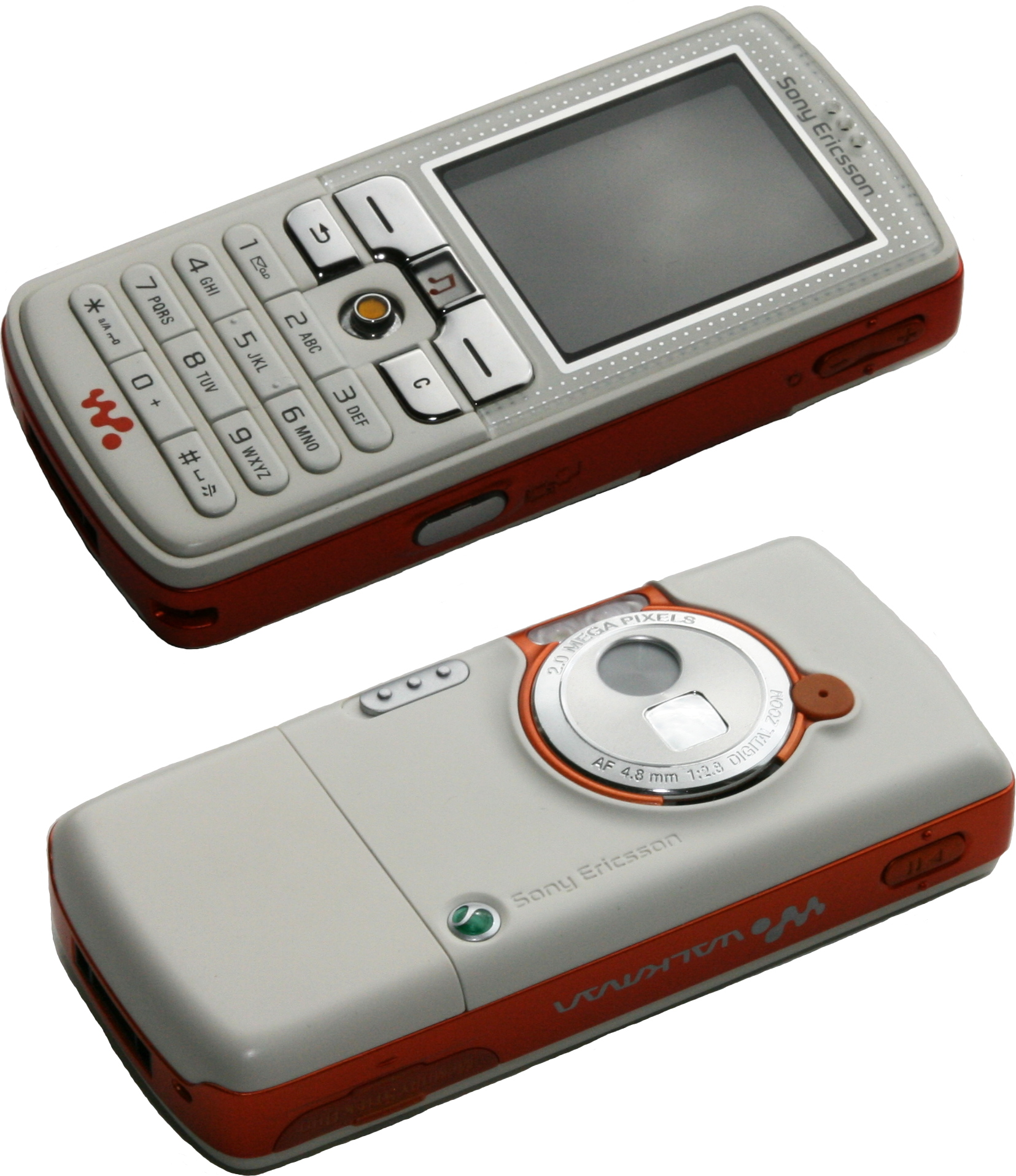
Erstes Walkman-Handy Sony Ericsson W800

Mit dem Markennamen Walkman brachte Sony beziehungsweise das Mobilfunk-Joint-Venture Sony Ericsson eine neue Handy-Produktlinie auf den Markt. Diese sind laut Herstellerangabe mit einem besonders guten Musikspieler ausgestattet.
Im Gegensatz zu den meisten anderen Walkman-Produkten sind sie jedoch nicht in der Lage, Sonys ATRAC abzuspielen, auch müssen sie nicht mittels SonicStage bespielt werden.
Im Juni 2007 verkündete Sony Ericsson, dass 26,5 Millionen Walkman-Handys weltweit verkauft worden seien. Damit hatte Sony Ericsson den größten kommerziellen Erfolg mit Musikhandys. Als sich in der Folgezeit Smartphones durchsetzten, konnten sich die Sony-Handys allerdings nicht mehr am Markt behaupten.

### Walkman mit/für Flash-Speicher

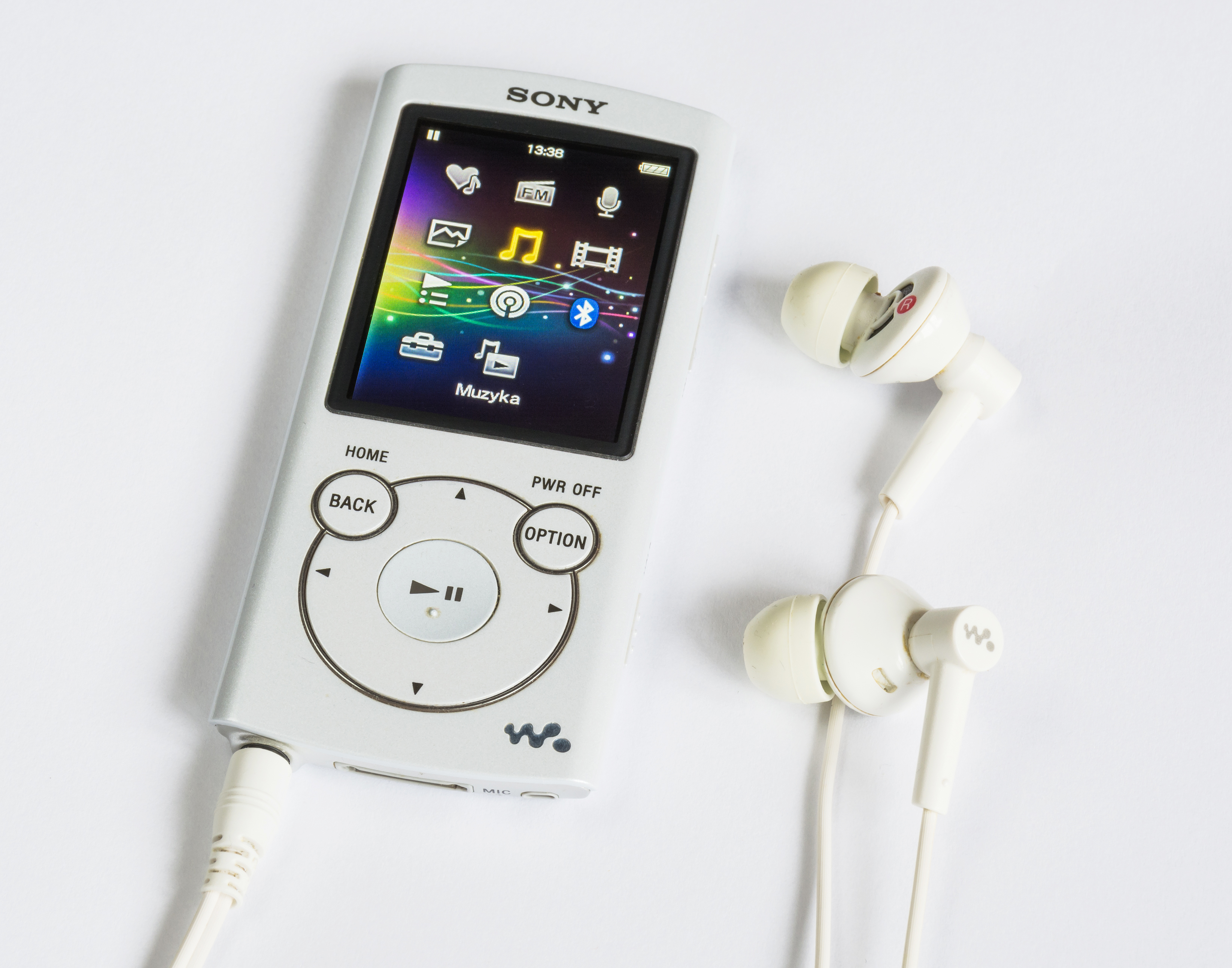
MP3-Walkman (2015)
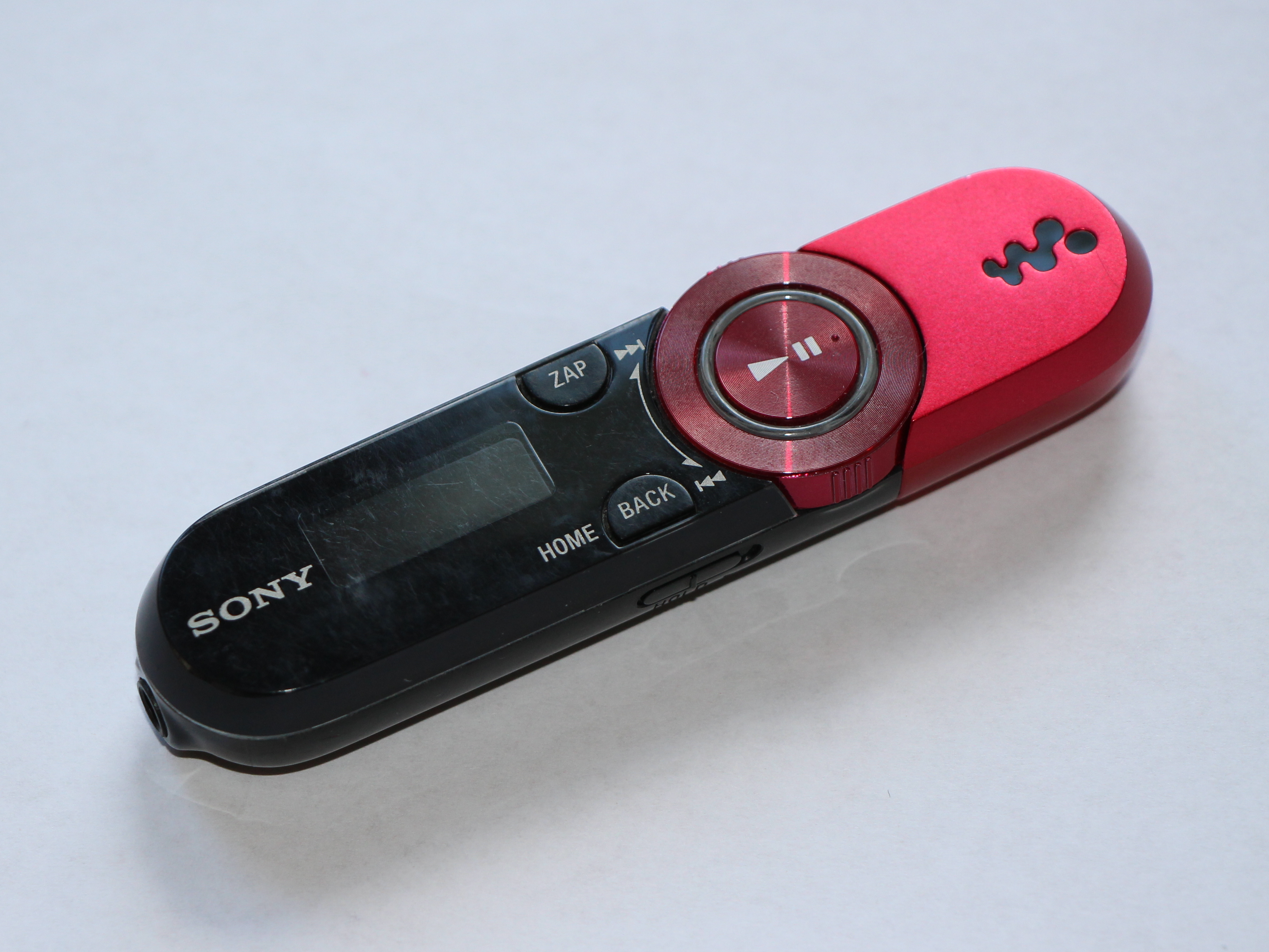
MP3-Walkman (2011)
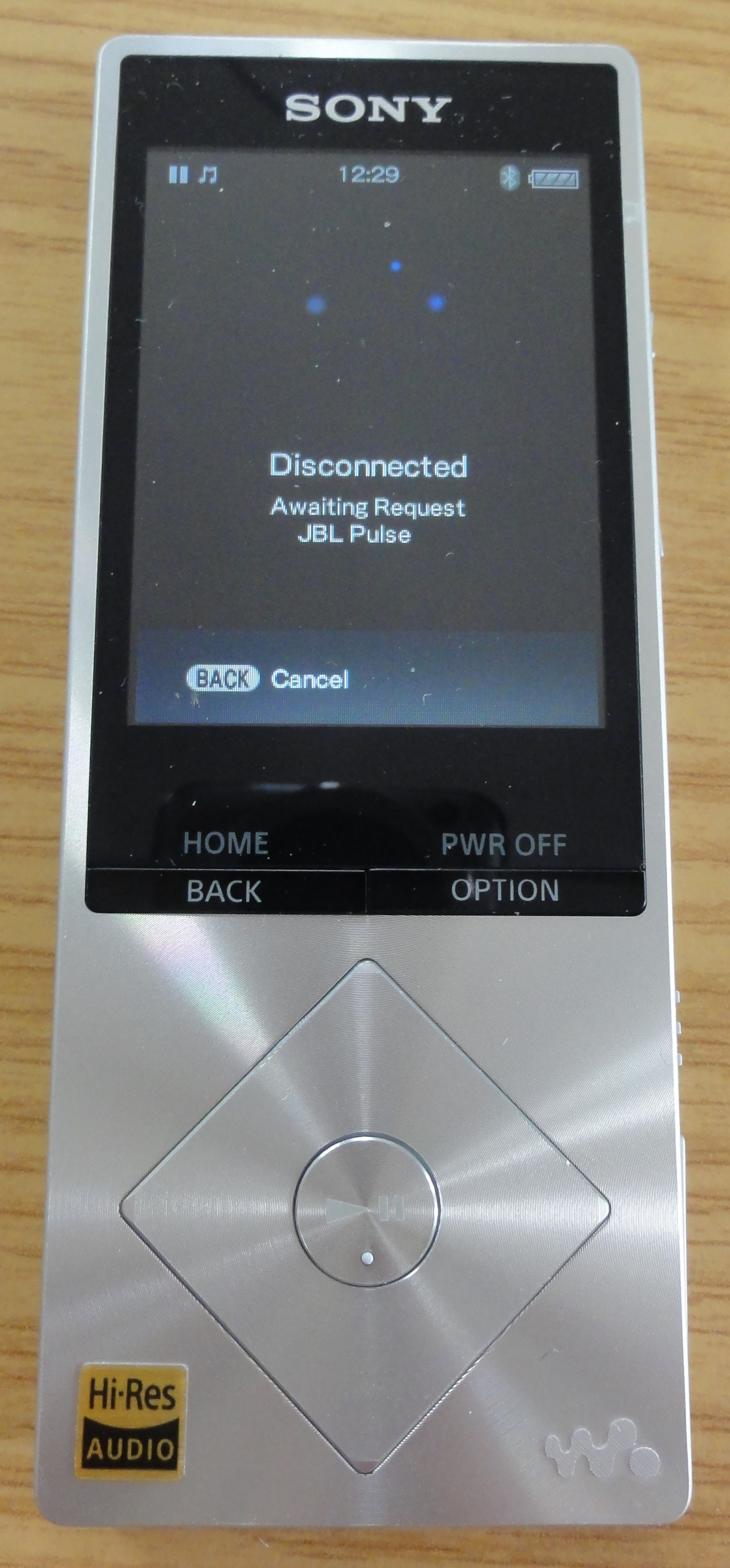
Sony NWZ-A15 mit 16-Gigabyte-Flashspeicher

Anfangs unterstützten Sonys Walkman mit integriertem und/oder wechselbarem Flash-Speicher ausschließlich Sonys ATRAC – nicht das damals schon dominierende MP3. In den Modellen mit Wechselspeicher kam der hauseigene Memory Stick in der kopiergeschützten MagicGate-Version zum Einsatz.
Die Kapazität der Geräte mit eingebautem Speicher reichte bis zu 1 GB. Der erste Flash-Speicher-Walkman war der NW-MS70D mit einer Kapazität von 256 MB plus Schacht für Memory Sticks. Zum Zeitpunkt seiner Veröffentlichung (2003) wurde er als der kleinste Player auf dem Markt angesehen. Nach dem Erfolg von Apples iPod verlor Sony kontinuierlich Marktanteile an die Konkurrenz.
Die erste Reaktion, um dem iPod die Stirn zu bieten, war der NW-HD1, welcher kleiner war und damit beworben wurde, eine bessere Klangqualität zu haben. Doch da der Player nur ATRAC spielte und somit das weit verbreitete MP3-Format erst mittels des schlecht funktionierenden SonicStage-Programms umgewandelt werden musste, wurde der HD1 und seine Nachfolger HD-3 und HD-5 keine ernsthafte Gefahr für die Verkäufe des iPod und anderer MP3-Player.
Es folgten weitere Versuche, den Markt zurückzuerobern (etwa der Walkman Bean). Da all diese Versuche scheiterten, wurden die Modelle Mitte 2006 vom Markt genommen.
Sony brachte nun die NW-A-Serie heraus. Diese Player waren anfangs mit 6 (NW-A1000) und 20 (NW-A3000), später auch mit 8 (NW-A1200) Gigabyte Speicher verfügbar. Wichtige, in der Werbung hervorgehobene technische Merkmale waren unter anderem die lange Akkulaufzeit, das EL-Display und die zahlreichen Musikfunktionen.
So gab es Funktionen wie „Artist Link“, welche dazu diente, ähnliche Künstler zu finden. Bei Aktivierung von „My Favourite Shuffle“ wählte der Player automatisch die 100 meistgehörten Songs aus und spielte diese in einer zufälligen Wiedergabe ab. Die 'Time Machine Shuffle' suchte ein Zufallsjahr und spielte alle in diesem Jahr erschienenen Titel in einer zufälligen Reihenfolge ab. Das letzte Firmwareupdate (V.3.00) fügte weitere Funktionen dazu, sowie eine Uhr und einen Kalender. Des Weiteren spielte der Player nun neben ATRAC3, MP3 und WMA auch AAC-Dateien ab.
Dennoch setzte Sony weiterhin auf SonicStage und den eigentlich als Nachfolger von SonicStage gedachten, inzwischen aufgegebenen Connect-Player. Da andere Betriebssysteme wie Mac OS X oder Linux nicht unterstützt wurden, SonicStage sehr fehlerhaft war und viele Benutzer prinzipiell derartige Software ablehnten, erntete Sony viel Kritik für seine Strategie, wie die Musik auf die Player übertragen wurde.
Aber die Serien NW-S und NW-E erhielten generell exzellente Noten für Batterielaufzeit und Soundqualität. Vor allem die NW-S700-Serie wurde für die futuristische Funktion „Noise-Cancelling“ gelobt. Bei dieser Serie wurden Kopfhörer mit Mikrofonen mitgeliefert, welche in der Lage waren, die Außengeräusche zu unterdrücken. Auch verschiedene, von Sony so genannte „Clear-Audio-Technologien“ wurden immer positiv hervorgehoben.
Der Punkt, der die Player immer wieder in Misskredit brachte, war SonicStage. Zwar wurde mit dem Nachfolger der NW-A1000 Serie (NW-A80x) ein Erfolg verbucht, doch dieser spielte auf dem MP3-Player-Markt kaum eine Rolle.
Als Reaktion von Sony wurde Ende August 2008 den Mitgliedern des Connect Music Stores eine Mitteilung über die Einstellung der Plattform geschickt. Diese wurde damit begründet, dass Sony sein ATRAC-Format nicht mehr weiterentwickeln wolle.
Neben dem Ende von ATRAC wurde auch das Ende von SonicStage beschlossen. Neue Walkman-Geräte sollen nur noch per Drag&Drop mit Musik bespielt werden können oder mit populären Mediaplayern wie zum Beispiel dem Windows Media Player kompatibel sein. Die NW-80x-Serie wurde unter dem Namen NWZ-A81x neu aufgelegt und gewann dadurch an Beachtung. So gewann der Player einen Editors-Choice-Award von CNET und erreichte bei einem Test von Computer Bild den zweiten Platz. Zusätzlich wurde die NWZ-S51x-Serie veröffentlicht, welche ebenfalls gute Noten bekam.
Die Aufgabe von ATRAC und das Loslösen von SonicStage wurde von vielen als Schritt in die richtige Richtung angesehen. Ein dauerhafter Erfolg blieb jedoch aus.

### Android-Walkman
Seit Anfang 2012 hat Sony unter der Marke Walkman wieder zahlreiche neue Geräte vorgestellt. Diese besitzen meist einen berührungsempfindlichen Bildschirm und laufen mit dem Betriebssystem Android, so dass sie klassischen Smartphones sowohl im Bezug auf die Software als auch Hardware sehr ähnlich sind. Die Geräte ermöglichen jedoch keine Telefonie über 3G/4G-Netze und sind damit ähnlich ausgestattet wie der Apple iPod touch. Der jüngste Android-Walkman trägt die Bezeichnung F800 und wurde am 18. Juli 2012 vorgestellt. Weitere Modelle folgten 2017 und 2023.

## Patentrechtliche Situation
Die Compact Cassette wurde 1963 von dem Elektronikkonzern Philips auf den Markt gebracht.

### Das Olympus-Patent
Olympus hatte 1964, bereits ein Jahr nach Markteinführung der Musikkassette, ein Patent für ein kleines, an der Kassettenform orientiertes tragbares Aufnahmegerät angemeldet (Erfinder Matayo Toyozumi, US Design-Patent D203049). Der Patentschutz lief 1979 aus, was mit der Produktionseinführung des Walkman durch Sony übereinstimmt. Es ist unbekannt, ob eine Serienfertigung erfolgte.

### Der Stereobelt
In seiner Autobiographie behauptete der Sony-Firmengründer Akio Morita (1921–1999), Erfinder des Walkman zu sein. Allerdings hatte bereits 1977 der Deutsche Andreas Pavel ein ähnliches Gerät in mehreren Ländern zum Patent angemeldet. Die Patentschrift beschreibt seinen „Stereobelt“ als „körpergebundene Kleinanlage für die hochwertige Wiedergabe von Hörereignissen“. Sony bestritt lange Zeit die Ansprüche von Pavel, auch mehrere Gerichte verneinten dessen Anspruch auf Lizenzgebühren. Nach dem Tod von Akio Morita schloss Sony 2004 jedoch einen außergerichtlichen Vergleich mit Andreas Pavel.